# Machinegereedschap

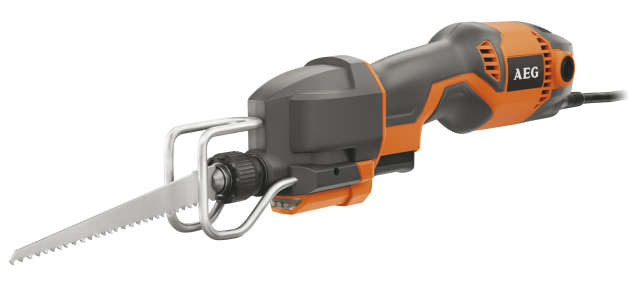
Reciprozaag

Machinegereedschap, ook wel gereedschapswerktuigen genoemd, is gereedschap waarmee het werk van traditionele handwerktuigen is gemechaniseerd. Machinegereedschap is voorzien van een aandrijfmechanisme dat niet enkel en alleen meer door menselijk vermogen wordt aangedreven. In de twintigste eeuw werd machinegereedschap van elektromotoren voorzien wat de gebruiksvriendelijkheid deed stijgen. Daarnaast komen ook pneumatische aandrijvingen of aandrijvingen met een verbrandingsmotor voor.
Het machinegereedschap is nauw verwant aan de werktuigmachine. Het verschil is dat een werktuigmachine een vast frame heeft, terwijl een gereedschapswerktuig vaak mobiel is. In de praktijk overlappen beide begrippen.

## Soorten machinegereedschap
Machinale equivalenten van handgereedschap:
- Boormachine
- Boorhamer
- Cirkelzaag
- Drilboor
- Graveermachine
- Haakse slijper
- Kettingzaag
- Knipschaar
- Schuurmachine

## Branche Gereedschapswerktuigen
De Nederlandse Kamer van Koophandel onderkent een branche gereedschapswerktuigen, als onderdeel van de machine-industrie. Deze branche omvat alle bedrijven actief bij de vervaardiging van diverse gereedschapswerktuigen. In Nederland waren hier in februari 2011 zo'n 960 bedrijven actief.

## Galerij

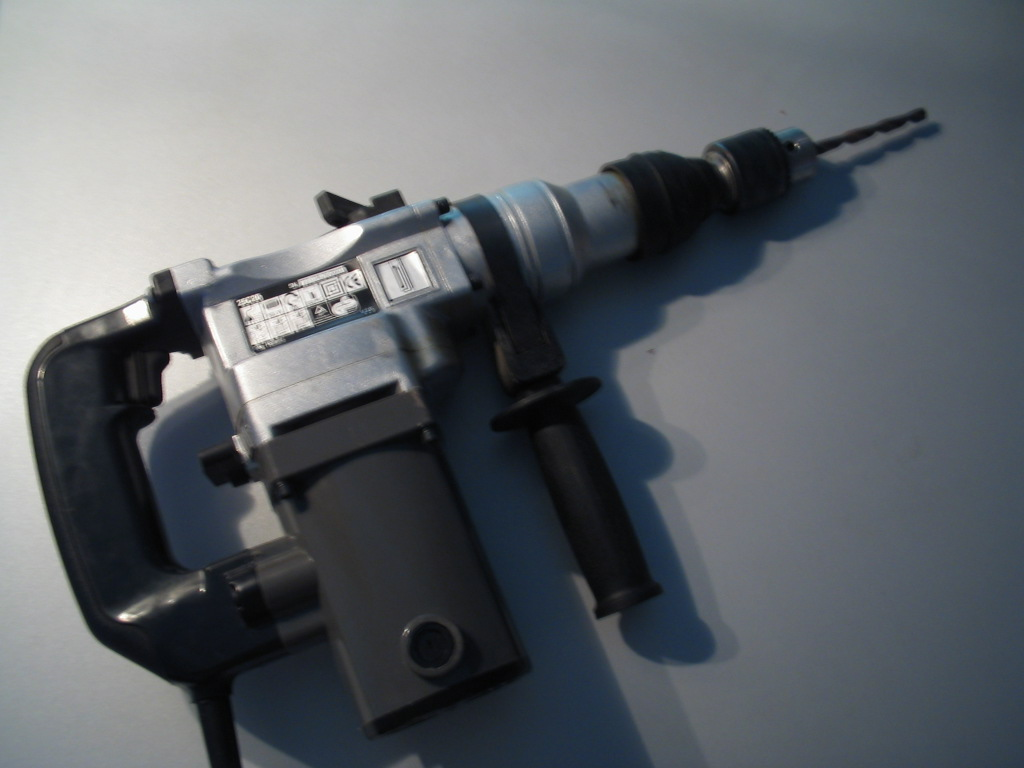
Boorhamer
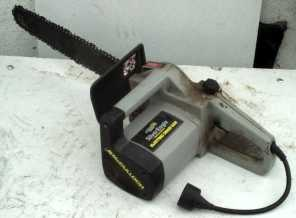
Kettingzaag
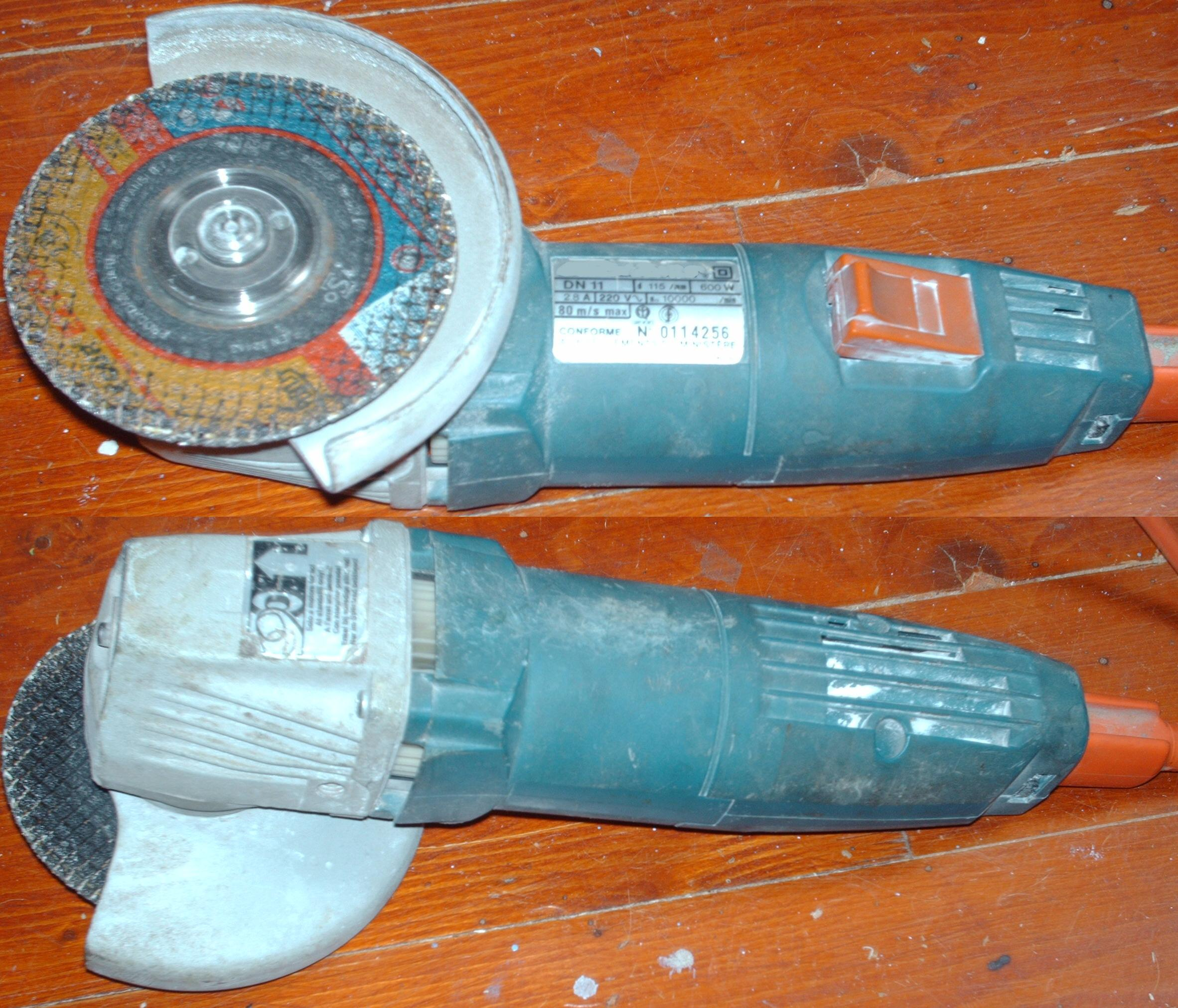
Haakse slijper
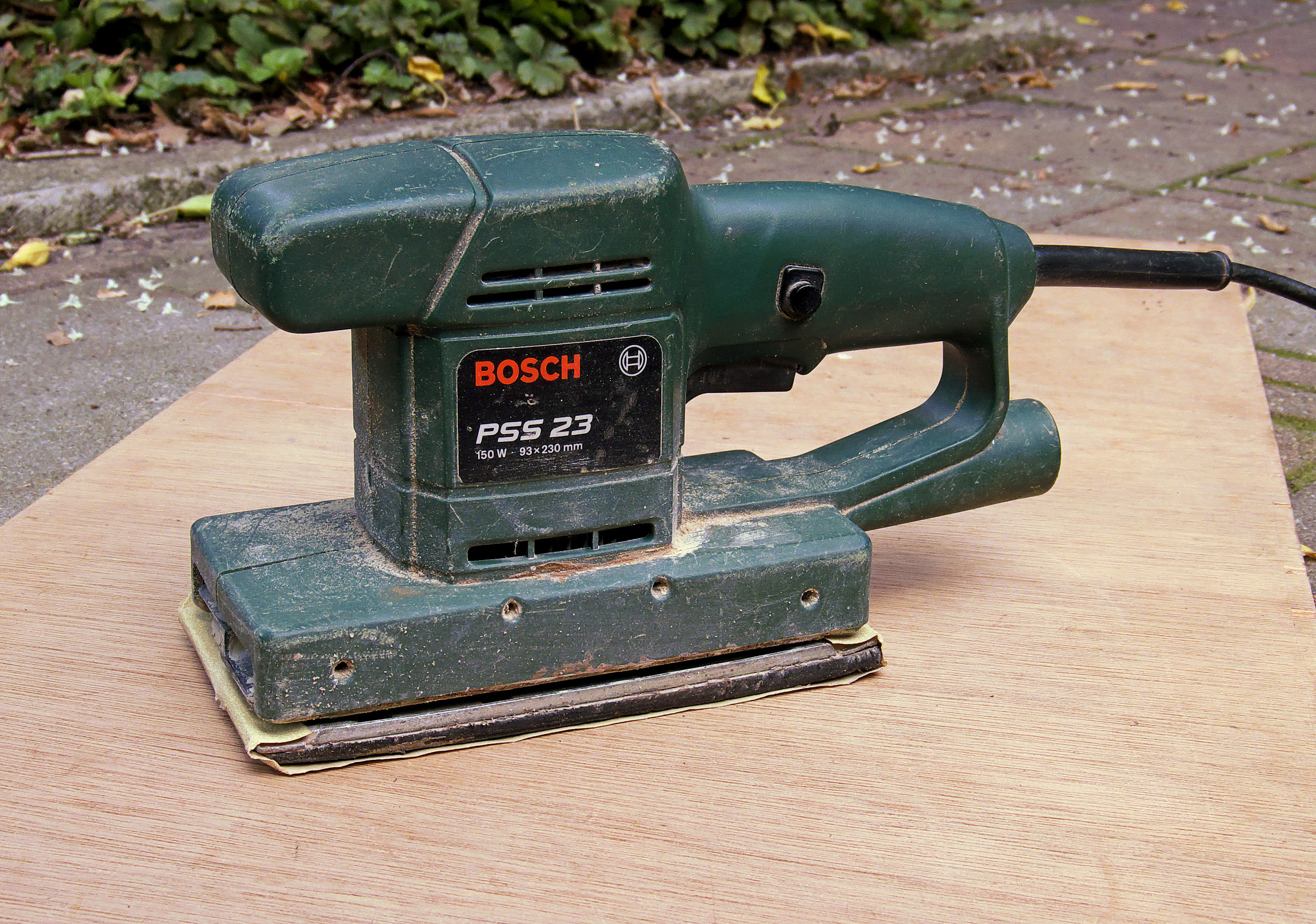
Vlakschuurmachine